# Flamur Golemi
Flamur Golemi (ur. 11 kwietnia 1976 w Gjirokastrze) – albański okulista, deputowany do Zgromadzenia Albanii z ramienia Socjalistycznej Partii Albanii.

## Życiorys
W 2002 roku ukończył studia z zakresu medycyny na Uniwersytecie Tirańskim, pracował następnie jako lekarz w Gjirokastrze oraz specjalizował się w zakresie okulistyki.
W 2017 roku został deputowanym do Zgromadzenia Albanii z ramienia Socjalistycznej Partii Albanii.
Pracuje jako wykładowca na Uniwersytecie w Gjirokastrze.